# Yarlung Buchung
Yarlung Buchung is een Tibetaans tibetoloog.
Buchung is als professor Tibetaanse geschiedenis en cultuur verbonden aan de Tibet Academy of Social Sciences (TASS), een deelinstituut van de Tibet-universiteit in Lhasa. Hij is gastprofessor aan de Universiteit van Virginia.
Voor TASS verricht Yarlung Buchung sinds 2000 veldwerk binnen de Tibetaanse Autonome Regio. Yarlung Buchung bezocht in 2004 de Universiteit van Virginia in de VS voor een intensieve studie waarin hij veldonderzoek en interviewtechnieken volgde. Hij is afkomstig uit Lhokha en verricht daar voor de TASS systematisch onderzoek voor het internationale project Tibetan and Himalayan Library

## Projecten
- Historische terreinen in Centraal Tibet, veldwerkleider
- Lhasa Regioproject, interview en onderzoek
- Lhasa Landschapsbehoud, interview, fotografie- en videodocumentatie
- Meru Nyingba-klooster, interne studie
- Ngari-project, wetenschapper
- Orale tradities van Tibet, leider expedities
- Project voor behoud van levende tradities en Tibetaanse folkmuziek
- Tibetaanse Taal, Learning Resources, videodocumentatie in de regio Lhasa